# Europäisches Straßentheater Festival Detmold

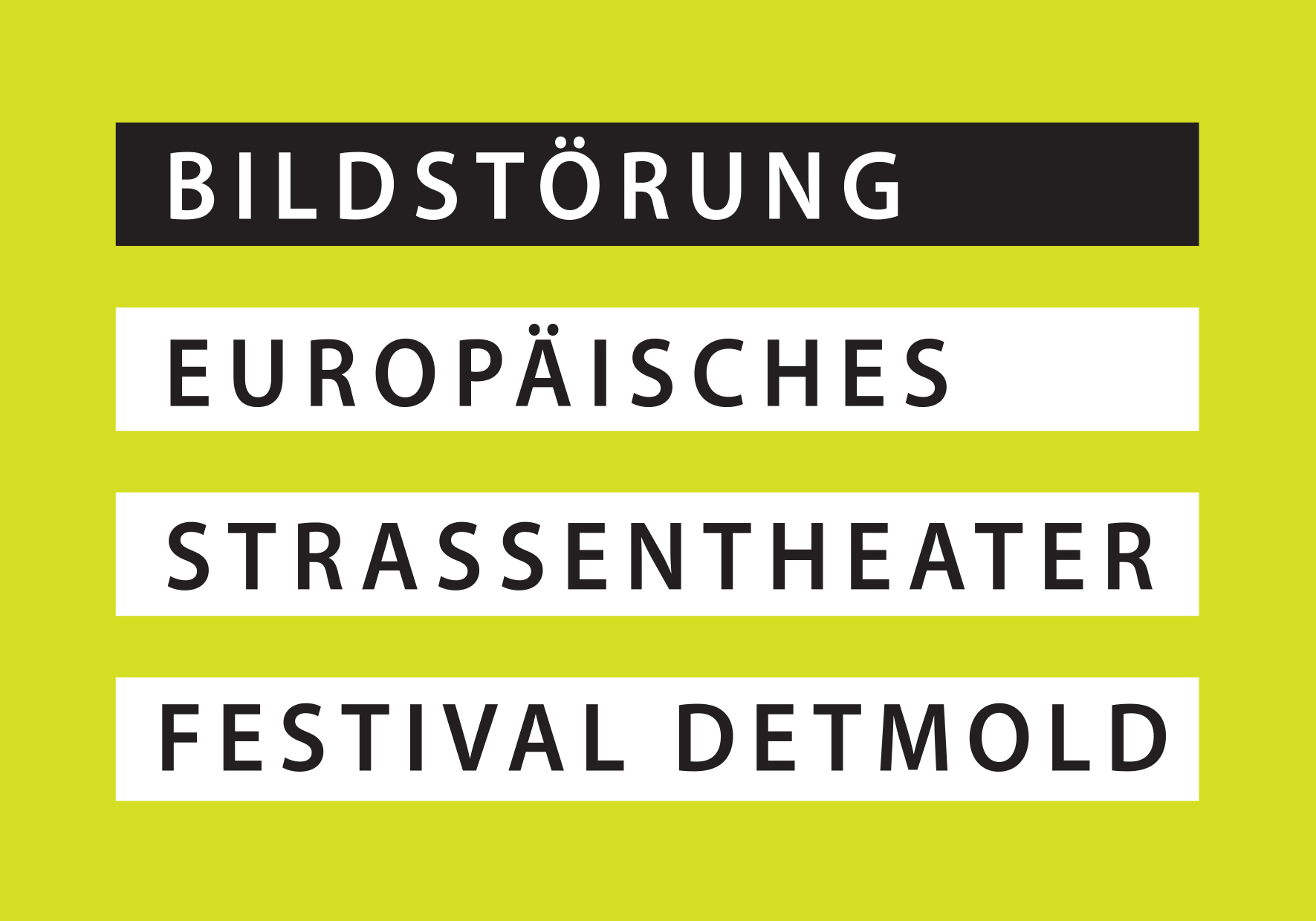
Offizielles Logo

Das Europäische Straßentheater Festival Detmold ist ein Theaterfestival in Detmold in Nordrhein-Westfalen. Jedes zweite gerade Jahr findet es zu Pfingsten statt.

## Straßentheater in Detmold
Seit 1991 werden in der Kulturstadt Detmold Straßentheater-Projekte veranstaltet. Im Laufe der Jahre hat die Stadt ein eigenständiges Profil im Bereich der Kultur im öffentlichen Raum erarbeitet, mit der Zielsetzung diese in ihrem Wirkungsbereich zu etablieren. Regelmäßige Straßentheatermarathons sollen daher auch als Plattform für Straßentheater-Interessierte dienen.
Das Festival präsentiert nationale und internationale Künstler aus verschiedenen Bereichen der Kunst. Die Bandbreite an Genres umfasst dabei unter anderem Performance, Installationen, Tanz-, Musik-, Figuren- und Maskentheater und den neuen Zirkus. Die Künstler nutzen die Innenstadt sowie das Gelände am Hangar 21 als Bühne und treten dort an festen Spielorten, als Walking-Acts oder als Teil der Parade auf. Darüber hinaus gab das Festival in den vergangenen Jahren Raum für Open-Air-Produktionen.

## Geschichte
Initiiert vom Chairos Theater Detmold fand das erste Straßentheaterfest in Detmold 1991 unter dem Namen „1. Detmolder Bildstörung-Theatermarathon“ statt. Einen Tag lang bespielten jeweils zwei deutsche und französische Gruppen die Fußgängerzone der Stadt. Ab 1992 folgten im zweijährlichen Rhythmus weitere Bildstörungen, die nach und nach ein immer umfangreicheres Programm boten. In der bis dahin elfjährigen Geschichte des Theatermarathons waren Gruppen aus Frankreich, den Niederlanden, Russland, Estland, Österreich, Polen und Belgien für ein Gastspiel in Detmold.
2004 fand als Folgeprojekt der Detmolder Bildstörung das „internationale Straßentheaterfestival Holzminden und Detmold“ statt. Die beiden Städte kooperierten in der Organisation der Veranstaltung und brachten so internationale Straßentheatergruppen nach Detmold und Holzminden. 2006 und 2008 wurde die Veranstaltung als Reihe fortgesetzt. Das Programm dieser Festivals bestand jeweils aus 12 Gruppen, die am Pfingstwochenende den gesamten Stadtkern bespielten.
An das „internationale Straßentheaterfestival Detmold/Holzminden“ anknüpfend, organisierte die Stadt Detmold ab 2010 eigenständig ein Straßentheaterfest, das „Europäische Straßentheaterfestival Detmold“. Die Veranstaltung findet alle zwei Jahre am Pfingstwochenende statt und konnte im Jahr 2010 65.000 Besucher verzeichnen. 2012 lief das Festival parallel zum NRW-Tag. Im Jahr 2014 verwendete der Veranstalter erstmals seit 2002 wieder den Namen Bildstörung für das inzwischen auf 16 performende Gruppen angewachsene Festival.

## Produktionszentrum Hangar 21
Der „Hangar 21“ ist ein ehemaliger Hubschrauberhangar der britischen Armee, der als regionales Expo-Projekt im Jahr 2000 mit finanzieller Unterstützung des Landes NRW zu einem Kunstdrachenmuseum umgebaut wurde.
Heute nutzt das Kulturteam der Stadt Detmold die Halle als Produktionsort für internationale Straßentheater-Produktionen. Im Zusammenhang mit dem zweijährlich stattfindenden Europäischen Straßentheaterfestival steht der Hangar 21 Gruppen zur Verfügung, um neue Projekte weiterzuentwickeln.
Die Räumlichkeiten des Hangars bieten die Möglichkeit, großformatige Produktionen wetterunabhängig in einer Halle (Haupthalle mit ca. 3000 m² zzgl. Nebenräume und Außenflächen) zu erarbeiten. Durch die Ansiedlung mehrerer Partnerinstitutionen (z. B. Medienproduktion durch die Kultur und Art Initiative e.V.) unter einem Dach kann direkt kooperiert werden.

## Künstler und Programme

### Bildstörung '91
- Generik Vapeur (FR) „Bivouac“
- Geometrie Variable (FR) „Berce mon Coeur…“
- Chairos Theater & U-Ran (DE) „Karawane 2B“
- Theater Kohlenpott (DE) „Bukowski“

### Bildstörung '92
- Ilotopie (FR) „La mousse en Cage“
- Delices Dada (FR) „Dalangue“
- Chairos Theater (DE) „Zigarren, Löwenkuss und schwarze Wolken“

### Bildstörung '94
- Licedei (RUS) „Catastrofe“ / „Moumie“
- Dadadang (IT) „Parata per percussioni in movimento“
- Bouldegom' Théatre (FR) „A la Baguette / Gros Bisous“
- Semola Teatre (ES) „In Concert“

### Bildstörung '96
- Smallest Theatre in the World (GB) „Macbeth“ / „War and Peace“
- Tam Tam (NL) „Souvenir“
- Tender (NL) „Tender marries“ / „Taxidancing Mobile“
- Shusaku & Dormu Dance Theatre (NL) „The Package“
- Henry van Zanten (NL) „Wer hat Angst vor George und Martha?“
- Theater Schrikkel (NL) „Het levend schilderij“ / „King Gier“
- Vis à Vis (NL) „Drift“
- Jan Rauh (NL) „Der Mann mit dem Bären“ (Kinderprogramm)

### Bildstörung '98
- Générik Vapeur (FR) „Bivouac“
- Cie. Cacahuète (FR) „La famille culotté“ / „L'enterrement de Maman“ / „Buffet Cannibale“
- Grüß Gott Theater (DE) „Schwester Theresa & Pfarrer Lämmerhirt“
- Crazy Idiots (GB/DE) „The Penguins are coming…!“
- Poppe & Vermaercke (NL) …und die Löschbrigade
- Cie. Jo Bithume (FR) „Hello Mr. Jo“

### Bildstörung '02
- Oralapostel (DE) „LIQUID“ – eine MundArt Performance
- Scharlatan Theater (DE) „Ente gut - alles gut“
- Bedlam Oz (AUS) „Familie“
- Theater Titanick (DE) „Firebirds“
- Wurre Wurre / Alibi Collectief (BE) „Waiting for Photo“
- Fanfare Le S.N.O.B. (FR)

### Internationales Strassentheaterfestival Detmold 2004
- Carnage Productions (FR) „G.I.G.N“
- Cie. Colbok (FR) „Le Chef d'oevre de MArtin de Vos“
- Compagnie D'Ailleurs (FR) „Les Alchimistes“
- Collectif du Bonheur Intérieur Brut (FR) „Irgendwo außerhalb der Welt“
- Démons et Merveilles (FR) „Les Petits silences“
- Dynamogène (FR) „Ouvert pour inventaire“
- The Lunatics (NL) „Eclipse“
- Tanssiteatteri Minimi (FIN) „Absolute Enjoyment“
- Odd Enjinears (NL) „Kletter, Touw, Tijd en Palen“
- Teatr KTO (PL) „Mazepa“
- Teatro KA (P) „UroborU“
- Walk the Plank (GB) „S.W.A.L.K“

### Internationales Strassentheaterfestival Detmold 2006
- Cie. Albédo (FR) „Fool Foule“
- Theater Gajes (NL) „Alice in Wonderland“
- The Lunatics (NL) „Sputnik“
- Theaterlabor im Tor 6 (DE) „Airport“
- Teatr Osmego Dnia (PL) „The Time of Mothers“
- Cie. Cacahuète (FR) „Monsieur K and his Gang“
- Cie. Baladeu'X (BE) „Bal à Balles … Musette“
- Cie. Provisoire (FR) „Les Chiens Aboient“
- Duo Kanal (D) „Strangers in the Night“
- Nakupelle (NL) „The Trap“
- Slagman Producties (NL) „Pop Up!“
- Die Märchenbühne „Das Kamel Karamell“ (Kinderprogramm)

### Internationales Strassentheaterfestival Detmold 2008
- Shademakers (DE/GB) & The Lunatics (NL) „Territoria X“ – Festivaleröffnung
- Kirkas Gaya (B/ISR) „Daydreaming“ – Platzinszenierung / Site Performance
- Teatr KTO (PL) „Quixotage“ – Platzinszenierung / Site Performance
- Les Goulus (F) „Les Horsemen“ – Walk Act
- Babok (NL) „IGLO“ – Platzinszenierung / Site Performance
- Plunge!Boom! (GB) „The Vegetable Nannies“ / „The Microscopic Animal Enthusiasts“ – Walk Acts
- Le Snob (FR) & Ulik (DE) „Glissssssssendo“ – Platzinszenierung / Site Performance
- Théatre Rouge (FR) „Avec Coeur“ – Walk Act
- Kamchàtka (ES) – Platzinszenierung / Site Performance
- Kumulus (FR) „Itinéraire sans fond(s)“ – Platzinszenierung / Site Performance
- Tango Sumo (FR) & Cie. Vendaval (ES) „Les Noces de Trottoir“ – Platzinszenierung / Site Performance
- Theatro del Silencio (FR/RCH) „Fragments de Paradis“ – Platzinszenierung / Site Performance
- Theater Kreuz & Quer „Frau Silberklang“ (Kinderprogramm)
- Gruppe "Karibuni" – Weltmusik für Kinder (Kinderlieder aus aller Welt, Internationale Kinderlieder)
- Theater Monteure (Kinderprogramm)

### Detmold 2010 – Europäisches Straßentheater Festival
- Radio Barkas (NL)
- VibeZ (DE) „Streets of Berlin“ – Platzinszenierung / Site Performance
- Tuig (NL)„Schraapzucht“ – Platzinszenierung / Site Performance
- The Lunatics & Out of Hand Theater (US) „Hominid“ – Platzinszenierung / Site Performance
- Mimbre (UK) „Until Now“ – Platzinszenierung / Site Performance
- Circo Ripopolo (BE) „Fazzoletto“ / „A Rovescio“ – Platzinszenierung / Site Performance
- Dynamogène (FR) „La Cymbalobylette“ – Walk Act
- Electric Circus (NL) „Mono“ – Walk Act
- de Jongens (NL) „Actionman!“
- Celso y Frana (SE) „Here begins the story“ – Platzinszenierung / Site Performance
- Delices DADA (FR) „Rushs“ – Platzinszenierung / Site Performance
- Theatre Fragile (DE) „Himmel in Sicht“ – Walk Act
- Theaterlabor (DE) „Honkadori - Play Dada“ – Platzinszenierung / Site Performance
- Senza Tempo (ES) „A+, cosas que nunca te conté“ – Platzinszenierung / Site Performance
- Compagnie Erectus (FR) „La Fanfare Muette“
- La Paranza Del Geco (IT) & Shademakers (DE) „Carrus Navalis“ – Walk Act
- Tamalan Theater (DE) „Rumpelstilzchen - oder: alles andere bleibt geheim“ (Kinderprogramm)
- Etienne Borgers (NL) „Koele Kikkers“ (Kinderprogramm)
- Theater Monteure (DE) „woe der pfeffer wächst“ (Kinderprogramm)
- KinderKulturKarawane – Phare Ponleu Selpak (KH) (Kinderprogramm)

### Detmold 2012 – Europäisches Straßentheaterfestival
- Cia. Sebas (ES) "acorde"
- La Intrusa Danza (ES) "Staff Fragmento" – Deutschlandpremiere
- Compagnie Kumulus (FR) "Silence encombrant (Betäubende Stille)" – Deutschlandpremiere
- DAAD (NL) "La cuisine macabre"
- DAAD/Linda Anneveld (NL) "La Danza, La Memoria" – Deutschlandpremiere
- Delreves (ES) "Repite Conmigo" & "Guateque" – Deutschlandpremiere & Europapremiere
- Dynamogène (FR) "Le petit catalogue" – Weltpremiere
- Jo Bithume (FR) "Far West 2037" – Weltpremiere
- KompleXKapharnaüM (FR) "Figures Libres Creation 2012" – Weltpremiere
- La Industrial Teatrera (ES) "De Paso" – Deutschlandpremiere
- Mimbre (GB) "Falling Up" – Weltpremiere
- Odd Enjinears (NL) "Roedel" – Deutschland
- Pierre Pilatte (BE) "Perfect Working Order" – Deutschlandpremiere
- Ponten Pie (ES) "Copacabana"
- Prins-te-Paard (NL) "Vlucht" – Deutschlandpremiere
- Radio Barkas (NL)
- TV Wartburg (NL) – Deutschlandpremiere
- Theater Gajes (NL) "Agora Phobia" – Weltpremiere
- Theatre Fragile (DE/FR) "Home" – Weltpremiere
- The Primitives (BE) "Timber"

### Detmold 2014 – Europäisches Straßentheaterfestival
- Adhok (FR) "Échappées Belles" – Deutschlandpremiere
- Arch8 – Erik Kaiel (NL) "Murikamification" – Deutschlandpremiere
- Cie. Carabosse (FR) "Les Installations de Feu"
- Cie. Dakar & Lotte van den Berg (NL) "Braakland"
- Collectif Malunés (BE) "Sens dessus dessous" – Deutschlandpremiere
- Delrevés (ES) "Repite Conmigo + Guateque" – Deutschlandpremiere
- De Stijle, Want… (NL) "Lunapark"
- DYNAMOGèNE (FR) "Monsieur Culbuto"
- Georg Traber (CH) "HEINZ BAUT"
- Le G.Bistaki (FR) "Cooperatzia‚ Le Chemin" – Deutschlandpremiere
- Los Galindos (ES) "Maiurta"
- Metalovoice (FR) "feRtiles" – Deutschlandpremiere
- Murmuyo y Metrayeta (CL/ES) "Su-Seso Taladro"
- Ndima (CG)
- PikzPalace (BE) "Boucherie Bacul"
- Radio Barkas (NL) "Kalipofoon"
- Senza Tempo (ES) „Lazurd, un viaje a través del agua“
- Tanz OWL on Tour
- Teatro Só (PT/DE) "Sómente"
- TheatreFragile (FR/DE) "Out of Bounds – GehSchichten eines Stadtteils" – Weltpremiere

### Detmold 2016 – Europäisches Straßentheaterfestival
- 15ft6 [BE] – „Dynamite & Poetry“
- Arch8 Erik Kaiel [NL] – „Tetris“
- ASPHALT PILOTEN [CH] – „STILL MOTION“
- Cía. Toti Toronell/Laitrum Teatre [ES] – „Micro Shakespeare“
- Cie. Ex Nihilo [FR] – „IN-PARADISE“
- Cie. Kumulus [FR] – „Naufrage“
- Cie. Tout Est Son Contraire [FR] – „René Renaît“
- Circo Ripopolo [BE] – „Dopo Ripopolo“
- De Stijle, Want … [NL] – „The Wild West“
- exoot [NL] – „Ami 6“
- Frank Bölter [DE] – „REFUGEEorigamiCAMP“
- KompleX KapharnaüM [FR] – „Do not clean“
- Pierre Sauvafeot [FR] – „Harmonic Fields“
- Southpaw Dance Company [EB] – „Carousel“
- TheatreFragile [DE/FR] – „Wir treffen uns im Paradies“
- Tony Clifton Circus [IT] – „Spiderman is back in town“ & „Rubbish Rabbit“

### Detmold 2018 – Europäisches Straßentheaterfestival
- Angie Hiesl Produktion [DE] – „x-mal Stuhl“
- Cie. Woest [NL] – „Lucky shots“
- Cirque Inextremiste [FR] – „Exit“
- Claudio Stellato [BE] – „La Cosa“
- De Stijle, Want… [NL] – „Toni Ronaldoni“
- Dynamogène [FR] – „Missed … again!“
- Eléctrico 28 [AT/ES] – „Stellar Moments“
- exoot [NL] – „Scubabianchi“ & „velo-electro“ & „Radio Barkas“
- Joan Català [ES] – „Pelat“
- KinderKulturKarawane [KH] – „Phare Ponleu Selpak“
- Klangkosmos Weltmusik Peter Akwabi & Boda Boda [KE] – „Benga Blues“
- Le G. Bistaki [FR] – „The Baina Trampa Fritz Fallen“
- Marco Barotti [IT/DE] – „The Woodpecker“
- Nofitstate & Motionhouse [GB] – „Block“
- Oliver Grossetête [FR] – „Ephemeral buildings“
- Peter Trabner [DE] – „Der Tod des Empedokles“
- Quim Bigas Bassart [ES] – „Molar“
- TheatreFragile [DE/FR] – „AHOI!“
- Tony Clifton Circus [IT] – „Missione Roosevelt“
- Veronika Tzekova [BG] – „Fooootballll“
- Zirkus Morsa [FR] – „La Fin Demain“

### 2021 – BILDSTÖRUNG – Straßentheater Festival Detmold
Aufgrund der Corona-Pandemie wurde die Ausgabe 2020 auf 2021 verlegt.
- ASPHALT PILOTEN [CH] – „Silver Boom“
- Angie Hiesl + Roland Kaiser Produktion [DE] – „ICH.!!!“
- Cie. Au Delà Du Bleu [FR] – „L´ivresse d´une approche“
- Cie. Dyptik [FR] – „Mirage“
- Cie. Les Petits Délices [BE] – „Koffer für 2“ & „Maritime“
- Dakipaya Danza [FR] – „FIBRE“
- Jana Korb [DE] – „HochZuhaus“
- Jan Philip Scheibe [DE] – „Leid und Einsamkeit“
- Klub Girko [DE] – „Human Time Tree Time“
- Les filles du renard pâle [FR] – „Résiste“
- LIGNA [DE] – „Klasse Kinder!“ & „Zersteuung überall“
- Marco Barotti [IT/DE] – „MOSS“ & „SWANS“
- Swaantje Güntzel [DE] – „Plastisphere“
- theater monteuere [DE] – „krims krams“
- TheatreFragile [DE/FR] – „Are you ready?“

### 2022 – BILDSTÖRUNG – Straßentheater Festival Detmold
- ADHOK [FR] – „Qui-vive“
- Benjamin Vandewalle [BE] – „Studio Cité“
- Chloé Moglia/Rhizome [FR] – „La Spire“
- Cie. Au Delà Du Bleu [FR] – „Lévitation“
- Cie. Ex Nihilo [FR] – „L´Envers d´ici“
- Cie. Nicanor de Elia [FR] – „Copyleft“
- De Stijle, Want… [NL] – „Time Machine“
- Die.f [BE] – „NIETS“
- Electric Circus [NL] – „Headspace“
- Eléctrico 28 [AT/ES] – „Full House“
- Erik Kaiel [NL] – „No man is an island“
- exoot [NL] – „AnimaltronieK“ & „Radio Barkas“
- Johannes Bellinkx [NL] – „Reverse“
- katharinajej [DE] – „miteinander vertraut werden #urbanenatur“
- Klangkosmos Weltmusik [TZ] – Tausi Taarab Orchester
- Knot on Hands [NL] – „Brace for Impact“
- Les Grooms [FR] – „La baronnade“
- Marco Barotti [IT/DE] – „The Egg“
- MAYBEFOREVER [FR] – „scond wind/second souffle/zweite luft“
- Sauresani Theater [DE] – „Sauresani-Zirkus-Schule“
- Sophia Bizer [DE] – „Das herbare Lapidarium“
- stonekollektiv [DE] – „Deutschland. Ein Labermärchen“
- Superhallo [NL] – „Knol D´Amour“
- Theater Strahl [DE] – „Klasse Klasse“
- Touki Delphine [NL] – „Firebird“

### 2024 – BILDSTÖRUNG – Straßentheater Festival Detmold
- Angie Hiesl + Roland Kaiser Produktion „Aufgelöst“
- BallePerdue Collectif „I'M NOT GISELLE CARTER“
- Marco da Silva Ferreira & CCN de Caen en Normandie  „Fantasie minor“
- Cía. Manolo Alcántara „MAÑA“
- Cie. Be Flat „Follow Me“
- Collectif Malunés „We Agree To Disagree“
- De Stijle, Want… „The Greatest Show on Earth“
- Eléctrico 28 „[THE FRAME]“
- exoot „Radio Barkas“
- Hippana.Maleta „Runners“
- Jascha Sommer & Jakob Engel „Vom Ende her. Ein Requiem für das fossile Zeitalter“
- La Méandre Compagnie „Bien Parado“
- La Veronal Marcos Morau „Sonoma“
- Le G. Bistaki „Tancarville“
- Mammalian Diving Reflex „HAIRCUTS BY CHILDREN“
- Mimbre „Look Mum, No Hands!“
- Nikola Dicke „Graffiti-Mobil“
- Peter Trabner „Das Leben des Diogenes. Alles für die Tonne!“
- Superhallo „DJ Frietmachine“
- TheatreFragile „close.r“
- Zwermers „Pan~//catwalk“